# Taeniorrhiza
Taeniorrhiza là một chi phong lan trong họ Orchidaceae.